# Trivalvaria nervosa
Trivalvaria nervosa là loài thực vật có hoa thuộc họ Na. Loài này được (Hook. f. & Thomson) James Sincl. miêu tả khoa học đầu tiên năm 1955.